# Josef Illner
Josef Illner (27. srpna 1839 Čáslav – 6. února 1894 Brno) byl český právník, hudební kritik a skladatel. Angažoval se v brněnském ochotnickém divadle a působil jako sbormistr pěveckého sboru Vesna. Významně též ovlivnil rozvoj hasičství na Moravě a ve Slezsku.

## Život
Vystudoval práva na pražské univerzitě. Pracoval jako právník v Bučovicích a v Brně.
Je pohřben na Ústředním hřbitově v Brně.

## Dílo
- 1863 Kvas krále Vondry XXVI. : Velká romanticko-heroicko-tragická opera ve 3 jednáních, tiskem vyšlo v roce 1866 v Chrudimi pod názvem Vepřová slavnost, aneb, Kvas krále Vondry XXVI., druhé vydání v roce 1870 v Brně.[3]
- 1870 Koncert bengálského impresaria Vaška Kaňhala a jeho světoznámé společnosti, sestávající ze samých umělců a umělkyň, nedosaženého posud rúfu (spolu s Antonínem Javůrekem)

## Písně
- Čechův sen : směs z písní česko-slovanských na pianoforte

### Uvedení díla
- Kvas krále Vondry XXVI., Dejvické divadlo, režie: Arnošt Goldflam, premiéra: 24. září 1994, derniéra: 23. června 1996 v Divadle v Dlouhé[4]